# Колки (зупинний пункт)
Ко́лки — залізничний пасажирський зупинний пункт Рівненської дирекції залізничних перевезень Львівської залізниці.
Розташований у селі Колки Дубровицького району Рівненської області на лінії Сарни — Удрицьк між станціями Дубровиця (4 км) та Милячі (10 км).
Станом на серпень 2019 року щодня три пари дизель-потягів прямують за напрямком Здолбунів/Сарни — Горинь/Удрицьк.